# Winston-Salem Open 2021 - Qualificazioni singolare
Le qualificazioni del singolare del Winston-Salem Open 2021 sono state un torneo di tennis preliminare per accedere alla fase finale. I vincitori dell'ultimo turno sono entrati di diritto nel tabellone principale. In caso di ritiro di uno o più giocatori aventi diritto a questi sono subentrati gli alternate, coloro che vengono ammessi al tabellone principale a causa dell'assenza di un lucky loser che possa sostituire il giocatore ritirato. Solamente Yosuke Watanuki e Noah Rubin sono entrati nel tabellone principale come lucky loser.

## Teste di serie
1. Alexei Popyrin (qualificato)
2. Denis Kudla (qualificato)
3. Pierre-Hugues Herbert (ultimo turno)
4. Lucas Pouille (qualificato)

1. Max Purcell (ultimo turno)
2. Yosuke Watanuki (ultimo turno)
3. Tung-Lin Wu (qualificato)
4. Noah Rubin (ultimo turno)[1]

## Qualificati
1. Alexei Popyrin
2. Denis Kudla

1. Tung-Lin Wu
2. Lucas Pouille

## Lucky loser
1. Yosuke Watanuki

1. Noah Rubin

## Tabellone

### Legenda
| - Q = Qualificato - WC = Wild card - LL = Lucky loser | - ALT = Alternate - SE = Special Exempt - PR = Protected Ranking | - w/o = Walkover - r = Ritirato - d = Squalificato |

### Sezione 1
|  | Primo turno | Primo turno      | Primo turno      | Primo turno | Primo turno |  |  | Ultimo turno | Ultimo turno    | Ultimo turno | Ultimo turno | Ultimo turno |  |
|  |             |                  |                  |             |             |  |  |              |                 |              |              |              |  |
|  | 1           | Alexei Popyrin   | Alexei Popyrin   | 6           | 7           |  |  |              |                 |              |              |              |  |
|  |             | Mukund Sasikumar | Mukund Sasikumar | 1           | 6           |  |  | 1            | Alexei Popyrin  | 6            | 4            | 6            |  |
|  | 6           | Yosuke Watanuki  | Yosuke Watanuki  | 6           | 7           |  |  | 6            | Yosuke Watanuki | 2            | 6            | 1            |  |
|  | ALT         | Yunseong Chung   | Yunseong Chung   | 3           | 63          |  |  |              |                 |              |              |              |  |

### Sezione 2
|  | Primo turno | Primo turno        | Primo turno    | Primo turno | Primo turno |  |  | Ultimo turno | Ultimo turno | Ultimo turno | Ultimo turno | Ultimo turno |  |
|  |             |                    |                |             |             |  |  |              |              |              |              |              |  |
|  | 2           | Denis Kudla        | Denis Kudla    | 6           | 6           |  |  |              |              |              |              |              |  |
|  | ALT         | Sekou Bangoura     | Sekou Bangoura | 2           | 3           |  |  | 2            | Denis Kudla  | 6            | 5            | 6            |  |
|  | ALT(5)      | Max Purcell        | 3              | 6           | 6           |  |  | ALT(5)       | Max Purcell  | 4            | 7            | 2            |  |
|  | WC          | John-Patrick Smith | 6              | 1           | 4           |  |  |              |              |              |              |              |  |

### Sezione 3
|  | Primo turno | Primo turno           | Primo turno  | Primo turno | Primo turno |  |  | Ultimo turno | Ultimo turno          | Ultimo turno          | Ultimo turno | Ultimo turno |  |
|  |             |                       |              |             |             |  |  |              |                       |                       |              |              |  |
|  | 7           | Tung-Lin Wu           | Tung-Lin Wu  | 6           | 6           |  |  |              |                       |                       |              |              |  |
|  | WC          | Donald Young          | Donald Young | 0           | 0           |  |  | 7            | Tung-Lin Wu           | Tung-Lin Wu           | 6            | 6            |  |
|  | 8           | Pierre-Hugues Herbert | 64           | 6           | 6           |  |  | 8            | Pierre-Hugues Herbert | Pierre-Hugues Herbert | 4            | 4            |  |
|  | WC          | Eduardo Nava          | 7            | 3           | 0           |  |  |              |                       |                       |              |              |  |

### Sezione 4
|  | Primo turno | Primo turno   | Primo turno | Primo turno | Primo turno |  |  | Ultimo turno | Ultimo turno  | Ultimo turno | Ultimo turno | Ultimo turno |  |
|  |             |               |             |             |             |  |  |              |               |              |              |              |  |
|  | 8           | Noah Rubin    | 7           | 1           | 6           |  |  |              |               |              |              |              |  |
|  |             | JC Aragone    | 63          | 6           | 4           |  |  | 8            | Noah Rubin    | 6            | 65           | 2            |  |
|  | 4           | Lucas Pouille | 64          | 6           | 6           |  |  | 4            | Lucas Pouille | 4            | 67           | 6            |  |
|  |             | Darian King   | 7           | 4           | 4           |  |  |              |               |              |              |              |  |